# Зека Лопес
Жозе́ дос Са́нтос Ло́пес (порт.-браз. José dos Santos Lopes; 1 ноября 1910, Бататайс — 28 августа 1996, Бататайс), более известный под именем Зека Лопес (порт.-браз. Zéca Lopes) — бразильский футболист, нападающий, игрок сборной Бразилии. Выступал за «Бататайс» и «Коринтианс», с которым 4 раза выигрывал звание чемпионата штата Сан-Паулу. За сборную Бразилии провёл 7 матчей, участвовал в чемпионате мира 1938, где провёл 3 игры.

## Биография
Жозе дос Сантос Лопес родился 1 ноября 1910 года в Бататайсе в семье отца Артура Лопеса де Оливейра и матери Луизы Боргес. Семья была бедной и многочисленной, Жозе был 3-м ребенком из восьми детей. Уже в юном возрасте маленькому Жозе приходилось работать, чтобы хоть немного помочь родителям. В 9 лет он идет в помощники к каменщику, где работал на многочисленных фермах. Несмотря на очевидную тяжесть работы, Лопес всегда находил время для игры с мячом, который очень любил. В 15-летнем возрасте Лопес построил свой первый самостоятельный деревянный дом. В том же году он стал играть в детской команде Бататайса, продолжая работать каменщиком.
В 1928 году Зека Лопес начал выступать в главной команде клуба, действуя на позиции крайнего форварда.1931 год изменил жизнь Лопеса, поездку по району Бататайса совершал знаменитый Сенежо Баррос, который заметил Лопеса и пригласил его в Коринтианс. Первым делом он отвел Жозе Лопеса, который не хотел уезжать из дома, в магазин и купил небогатому футболисту в подарок модные обувь и костюм. После этого Лопес просто не мог отказать. Лопес выступал за Коринтианс на протяжении 9 лет, выиграв 4 чемпионатов Паулисты. Завершилась его карьера в 1941 году, он поехал вместе с клубом играть товарищеский матч с его бывшей командой Бататайсом на родине и в том матче повредил колено. Больше Лопес не мог играть в футбол.
После травмы Зека Лопес занялся своим первым занятием, строительством домов, вложив все, заработанные на футболе, деньги в этот бизнес и управляя фирмой вместе со своей супругой.
В сборной Зека Лопес провёл 7 матчей, он участвовал на чемпионате мира 1938 года, где провёл матчи с Польшей, Чехословакией и Испанией, а также играл в матчах на Кубок Рока.
Умер Жозе дос Сантос Лопес в возрасте 86 лет дома в Бататайсе.

## Достижения
- Чемпион штата Сан-Паулу: 1937, 1938, 1939, 1941

## Комментарии
1. ↑  Есть данные, что он родился 25 февраля 1911 года.